# Túnel de base de Lötschberg
El túnel de base de Lötschberg es un túnel ferroviario suizo que conecta Frutigen (cantón de Berna) y Raroña (cantón del Valais). Tiene una longitud de aproximadamente 34,6 km y forma parte del proyecto AlpTransit. 
Fue abierto al tráfico ferroviario de mercancías el 16 de junio de 2007 y al de pasajeros el 9 de diciembre del mismo año.
El túnel es la primera infraestructura finalizada del proyecto AlpTransit.

## Características

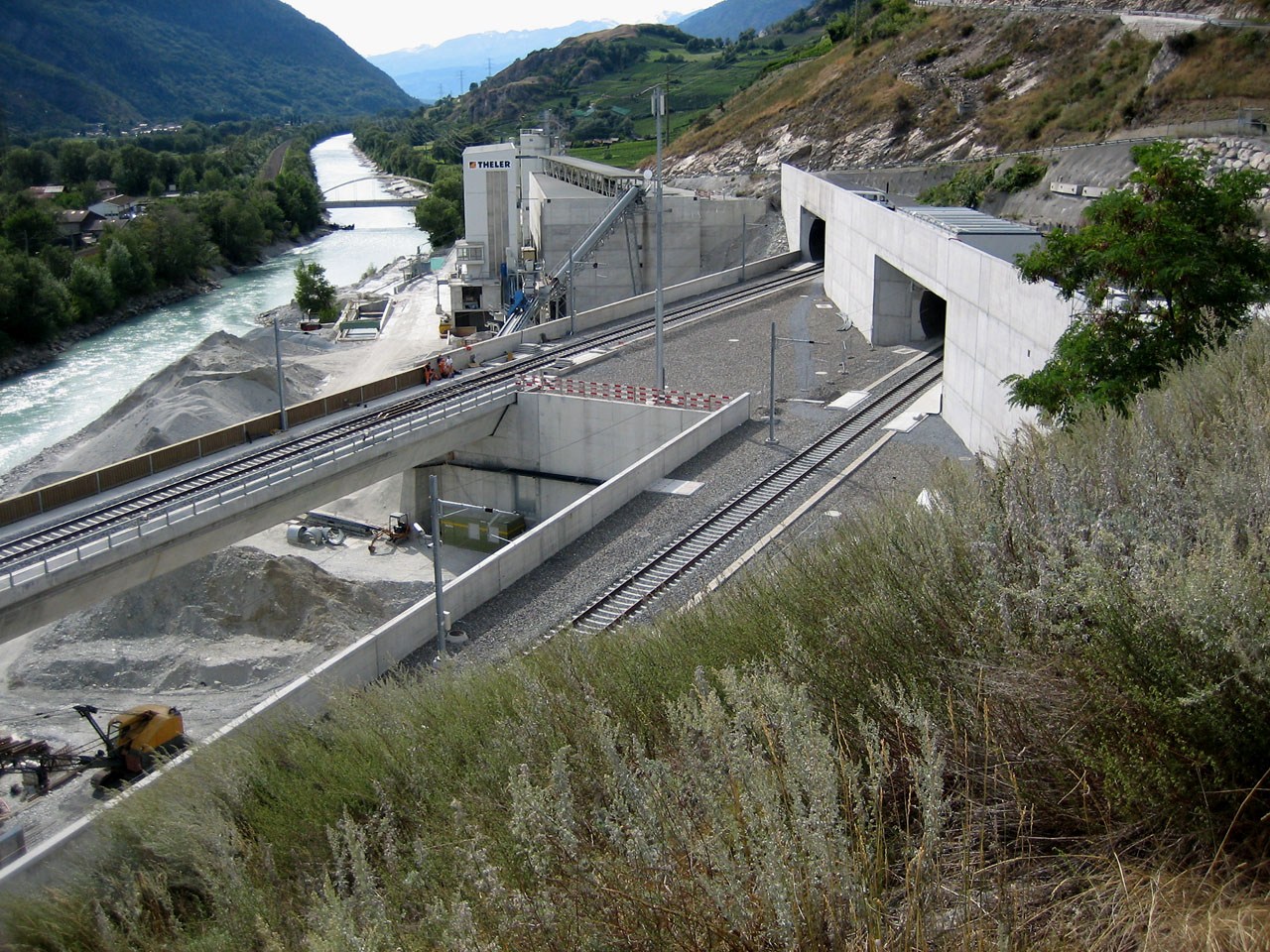
Boca sur del túnel en Raroña.

El proyecto original contemplaba la construcción de dos túneles paralelos con una sola vía cada uno y conectados entre sí cada determinada distancia para permitir la evacuación hacia el otro túnel en caso de emergencia. 
Sin embargo, a causa del aumento de los costes solo se completó el túnel este. Del oeste se completaron únicamente unas dos terceras partes (las situadas más al sur). Por ello el túnel oeste es utilizado solo en su parte sur, desde allí las dos vías se unen y continúan como vía única por el túnel este durante aproximadamente 22 km. El segundo tercio (el central) del túnel oeste no posee vías y tiene como función la eventual evacuación del túnel este. Finalmente y ante la inexistencia del tercio norte del túnel oeste, se han adaptado túneles de exploración para ser utilizados para evacuaciones del tercio norte del túnel este.
A principios de 2024, el Parlamento decidió completar el segundo túnel, con un coste estimado de 1.700 millones de francos suizos.